# ディーゼル排気微粒子

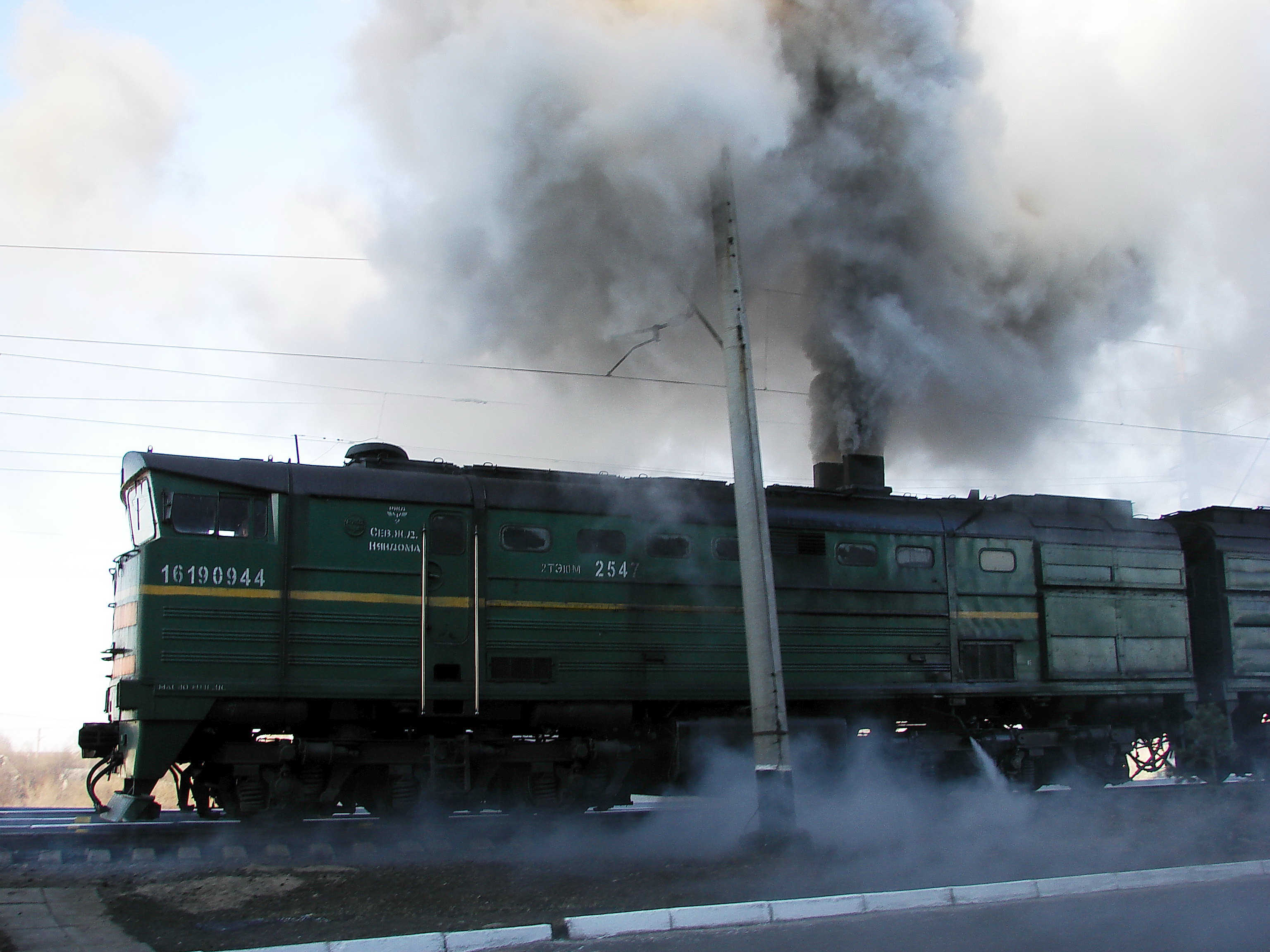
ディーゼル機関車の排気

ディーゼル排気微粒子（ディーゼルはいきびりゅうし、英語：Diesel Particulate Matter、略称：DPM、Diesel Exhaust Particles、略称： DEP）とは、ディーゼルエンジンの排気に含まれる微粒子成分を指し、濃度が高い場合は黒煙として見ることができる。その成分には発ガン性が指摘されるものや呼吸器疾患の原因物質として考えられているものが含まれていて、古くから研究が続けられている。また、ディーゼルエンジンに触媒を用いた排気浄化装置が長らく実用化されなかった理由の一つでもある。

## 解説
ディーゼルエンジンの燃焼機構は拡散燃焼と呼ばれ、液体の燃料が熱によって蒸発し、周囲の空気に拡散しながら燃焼している。したがって、酸素と燃料の混合割合は不均一となり、酸素濃度の低い領域（低酸素雰囲気）を取り囲むように燃焼が進行する。低酸素雰囲気下にある燃料成分は、酸素と結合して燃焼することができないまま周囲の燃焼により加熱、圧縮されることにより微粒子成分を構成する化合物に変化すると考えられている。
同様に微粒子成分が生成する現象はガソリンエンジンでも発生する場合があるが、ディーゼルエンジンは恒常的に発生しており、陸上交通機関や水上交通機関、発電などの産業用動力として広く普及していることから、環境への影響が大きいとして着目されている。
成分は主に以下の3種類から構成される。
- 単純な固形の炭素の微粒子が房状に連なったもの
- SOF（Soluble Organic Fraction、可溶性有機成分）と呼ばれる高分子炭化水素
- 燃料中に含まれる硫黄が酸化して出来るサルフェートの混合物

構造体は10 μm 以下の細かい粒径のものが多く、大気中に長く浮遊することから、浮遊粒子状物質(SPM)とも呼ばれ、大気汚染の要因とされている。多くの場合は炭素の固体微粒子を核に硫酸塩を含んだ液体状のSOFが付着していて、人体の気道や肺に沈着しやすく喘息や気管支炎などの呼吸器疾患を引き起こす原因物質と考えられている。また、SOFは主に多環芳香族炭化水素で構成されていて、発ガン性が指摘されている。このため、交通が集中する主要国道の周辺住民が相次いで道路管理者である国に対して訴訟を起こし、2000年には、尼崎公害訴訟、名古屋市南部公害訴訟で、自動車由来の浮遊粒子状物質の排出差し止めを国に命じる判決が出ている。
ガソリンエンジンでは1970年代から三元触媒が用いられてきたが、ディーゼルエンジンでは排気中の余剰酸素量が常に多いため三元触媒が働かず、酸化触媒を用いるが、ガソリンエンジンに比べて排気温度が低いため
、触媒の反応熱だけでは煤が完全に燃焼しきれず、DPMが触媒表面を覆うように付着して十分な効果が安定して得られない。さらに、参加触媒は一酸化炭素（CO）と未燃焼炭化水素（HC）を酸化（除去）させることしかできず、窒素酸化物（NOx）を還元処理する仕組みが別途必要となる。
このため触媒を用いたディーゼルエンジンの排ガス浄化装置の実用化が遅れ、近年まで光化学スモッグの発生原因となるNOxをそのままの濃度で排出する点も問題視されてきた。特に日本では、大都市圏を中心とした自治体によりディーゼル車由来の大気汚染を抑制する要求が強く、国により法規制が強化された。
日本や欧州の自動車メーカーによって燃料噴射システムの改良が進み、DPMの生成を最小限に抑えること（完全燃焼）が可能なコモンレール噴射システムやDPF（ディーゼル微粒子フィルター）が実用化された。これにより、燃焼速度（温度と圧力の変化）を緩やかにしてNOxの発生を効果的に抑えることができ、尿素SCRシステムといった後処理機器も普及したことで、ディーゼル車由来の大気汚染問題は大幅に改善しつつある。
なお、乗用車と軽量商用車のディーゼルエンジンもこの方法で排出ガス規制をクリアしてきたが、特にディーゼル車の改良に熱心だった欧州の各自動車メーカーが、EUやイギリスなどが掲げた、内燃ハイブリッド方式すら認めない極端なEVシフトに迎合したため、これらの車種でのさらなる進展は不透明な状態となっている。